# Белая свадьба
«Белая свадьба» (фр. Noce Blanche) — художественный фильм Жана-Клода Бриссо .
В своём шестом по счёту фильме 48-летний режиссёр обратился к знакомой школьной среде Франции, как и в предыдущей ленте 1988 года «Звук и ярость» (De bruit et de fureur), которая принесла ему известность. Ведь Бриссо начинал как учитель литературы и хорошо знал жизнь провинции.
Фильм был номинирован в двух категориях премии «Сезар», а Ванесса Паради получила премию за лучший дебют.

## Сюжет
Герой по имени Франсуа Эно испытывает естественное сочувствие к нервной и одинокой семнадцатилетней Матильде (в Париже остался её замкнувшийся в себе отец-психиатр, мать одержима комплексом самоубийцы и часто попадает в больницу, братья с детства увлеклись наркотиками, а сама девочка с одиннадцати лет занималась проституцией). Откликаясь на несдерживаемые проявления эмоций своей воспитанницы, Эно меняет роль Пигмалиона на поведение отца-любовника, который, впрочем, не в состоянии защитить дочь-возлюбленную и оказаться достойным её желания любви.

## В ролях
- Бруно Кремер — Франсуа Айно
- Ванесса Паради — Матильда[2]
- Людмила Микаэль — Катрин Айно
- Вероник Сильвер — школьный психолог
- Франсуа Негре — Карпентье
- Жан Дасте — консьерж

## Производство
Снятый преимущественно в Сент-Этьене,  фильм «Белая свадьба» ознаменовал  актёрский дебют 16-летней Ванессы Паради. По словам фотографа Пьера Террассона, Бриссо заставлял Паради репетировать по 14 часов в день: «Она часто плакала. Это было морально тяжело [для неё]». 
Во время расследования, предшествовавшего судебному разбирательству по делу о сексуальных домогательствах Жана-Клода Бриссо в 2005 году, мать Паради сообщила об инциденте, произошедшем во время съёмок. Бриссо попросил Паради, которая была несовершеннолетней, мастурбировать перед ним и его спутником. Впоследствии Паради потребовала постоянного присутствия матери на съёмочной площадке до конца съёмок.